# Ocyale kalpiensis
Ocyale kalpiensis är en spindelart som beskrevs av Gajbe 2004. Ocyale kalpiensis ingår i släktet Ocyale och familjen vargspindlar. Inga underarter finns listade i Catalogue of Life.